# رودلف هيلدبراند
رودلف هيلدبراند (بالألمانية: Rudolf Hildebrand) (و. 1824 – 1894 م) هو مؤلف، وأستاذ جامعي، وكاتب ألماني، ولد في لايبزيغ، كان عضوًا في الأكاديمية الملكية الهولندية للفنون والعلوم، توفي في لايبزيغ، عن عمر يناهز 70 عاماً.